# أنجيلو أماتو
أنجيلو أماتو (بالإيطالية: Angelo Amato) (8 يونيو 1938 – 31 ديسمبر 2024) هو كردينال كاثوليكي وتربوي إيطالي، ولد في 8 يونيو 1938 في ملفنت في إيطاليا.